# Soběsuky (okres Kroměříž)
Obec Soběsuky se nachází v okrese Kroměříž ve Zlínském kraji. Žije zde 385 obyvatel. V Soběsukách je kulturní dům, pohostinství, zvonice, památník padlých v 1. a 2. světové válce, sportovní hřiště s dětským koutkem. Obec tvoří místní části Soběsuky, Milovice a Skržice.

## Název
Typ pojmenování Soběsuky (na Moravě k němu patří ještě jméno Soběsuk, Soběchleb a zaniklých vesnic Soběbřich, Soběhřibů, Soběrad a Soběkur) není jednoznačně vysvětlen. Složka sobě- zřejmě označovala obyvatele žijící stranou, odděleně od ostatních ("pro sebe"), druhá část měla asi jen blíže identifikující funkci a vztah obou částí byl při vzniku jména pouze volný.

## Historie
První písemná zmínka o obci pochází z roku 1287.

## Obyvatelstvo

### Struktura
Vývoj počtu obyvatel za celou obec i za jeho jednotlivé části uvádí tabulka níže, ve které se zobrazuje i příslušnost jednotlivých částí k obci či následné odtržení.

## Památky
V obci Soběsuky je zvonice sv. Floriána, která byla v roce 2019 zrekonstruována, dále památník padlých z 1.a 2. sv. války a výklenková poklona sv. Floriána, která byla zapsána v roce 1964 do seznamu kulturních památek Jihomoravského kraje.
| Místní části   | Místní části  | 1869 | 1880 | 1890 | 1900 | 1910 | 1921 | 1930 | 1950 | 1961 | 1970 | 1980 | 1991 | 2001 | 2011 |
| -------------- | ------------- | ---- | ---- | ---- | ---- | ---- | ---- | ---- | ---- | ---- | ---- | ---- | ---- | ---- | ---- |
| Počet obyvatel | část Soběsuky | 563  | 592  | 603  | 603  | 665  | 664  | 620  | 582  | 583  | 533  | 433  | 332  | 309  | 333  |
| Počet domů     | část Soběsuky | 99   | 117  | 119  | 126  | 127  | 129  | 134  | 147  | 143  | 134  | 119  | 141  | 147  | 151  |

Obec Soběsuky: Obec Soběsuky - památky. Https://www.sobesukykm.cz/ [online]. [cit. 2023-03-23]. Dostupné z: https://www.sobesukykm.cz/historie

## Pamětihodnosti
- Výklenková kaplička poklona svatého Floriána
- Památník padlých v první a druhé světové válce

## Spolky
- Sdružení dobrovolných hasičů Soběsuky
- Jezdecký klub Alima - farma
- Šachový klub Milovice
- Jezdecký klub Paráda - farma Skržice
- Svaz zahrádkářů
- Myslivecký spolek

## Galerie

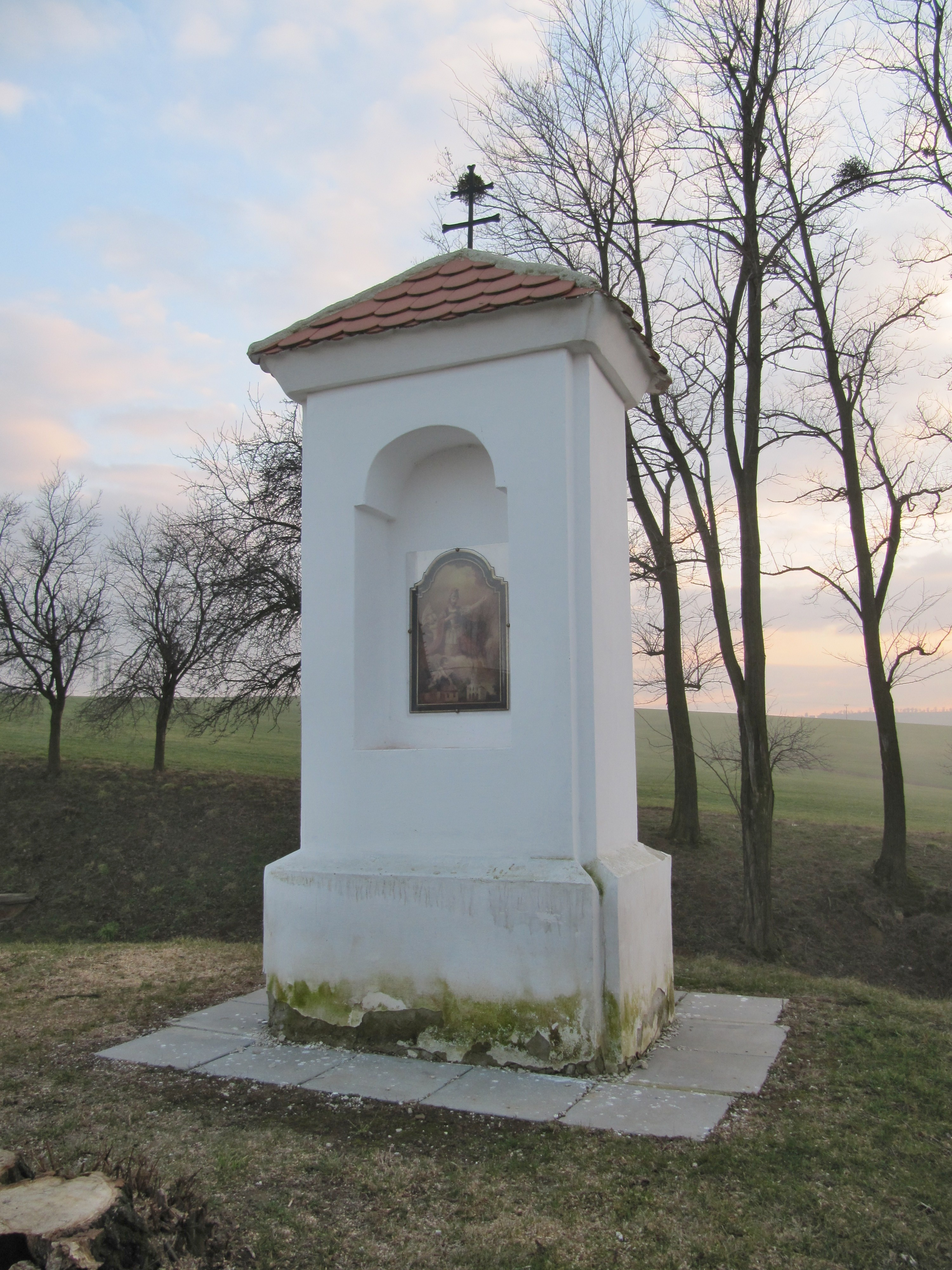
Výklenková kaplička poklona svatého Floriána
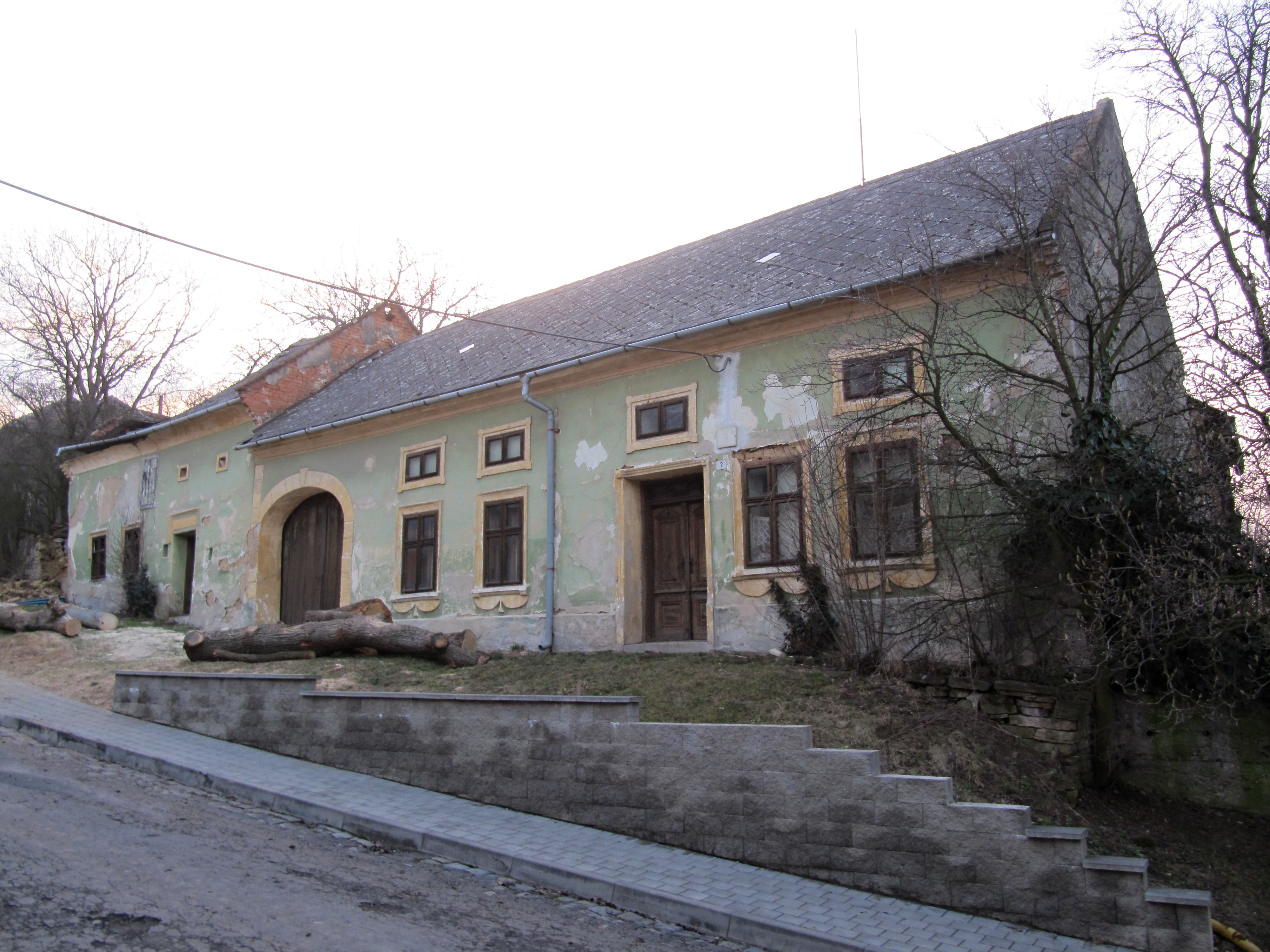
Dům č. p. 2 před demolicí
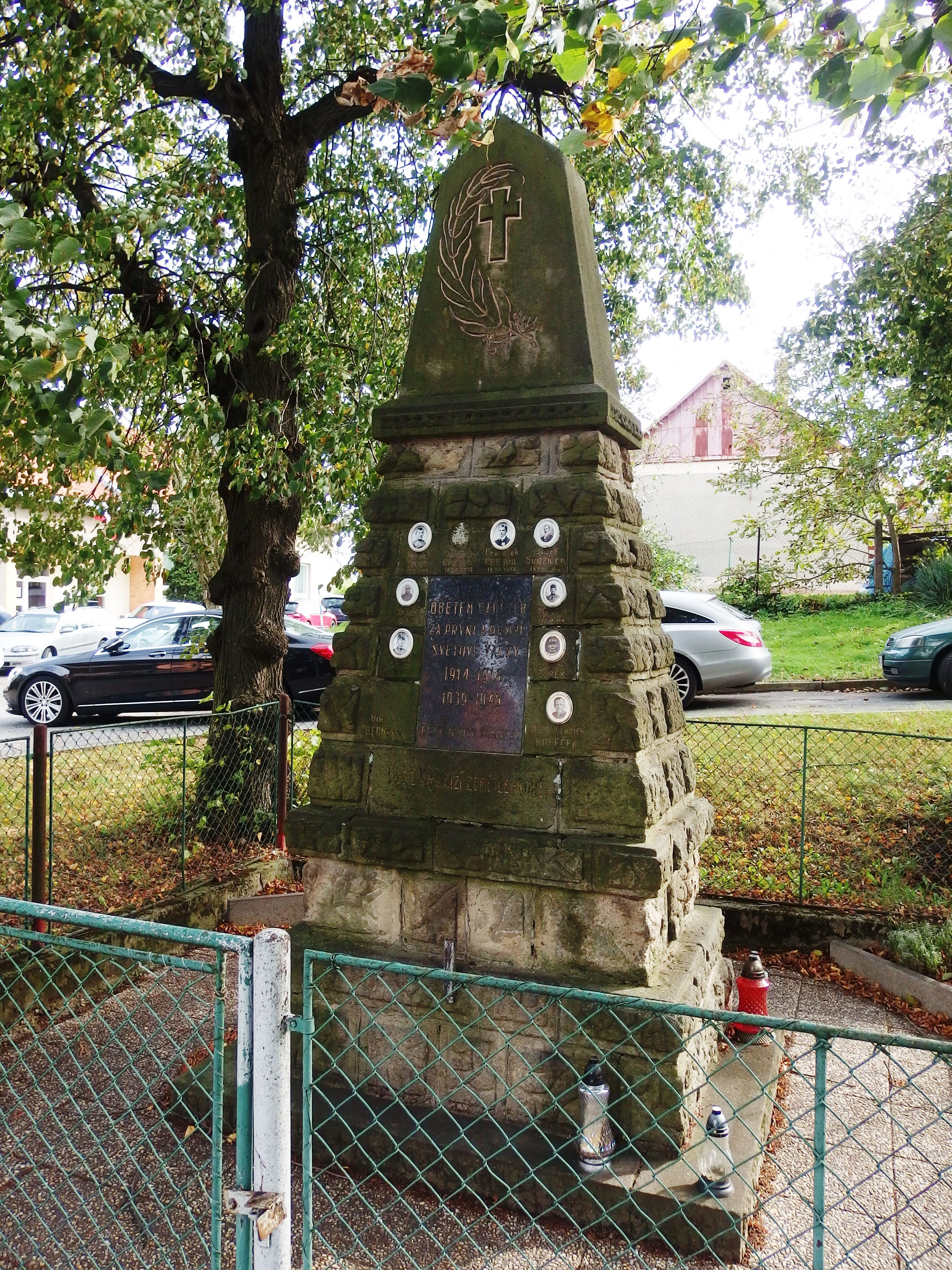
Pomník obětem I. sv. války
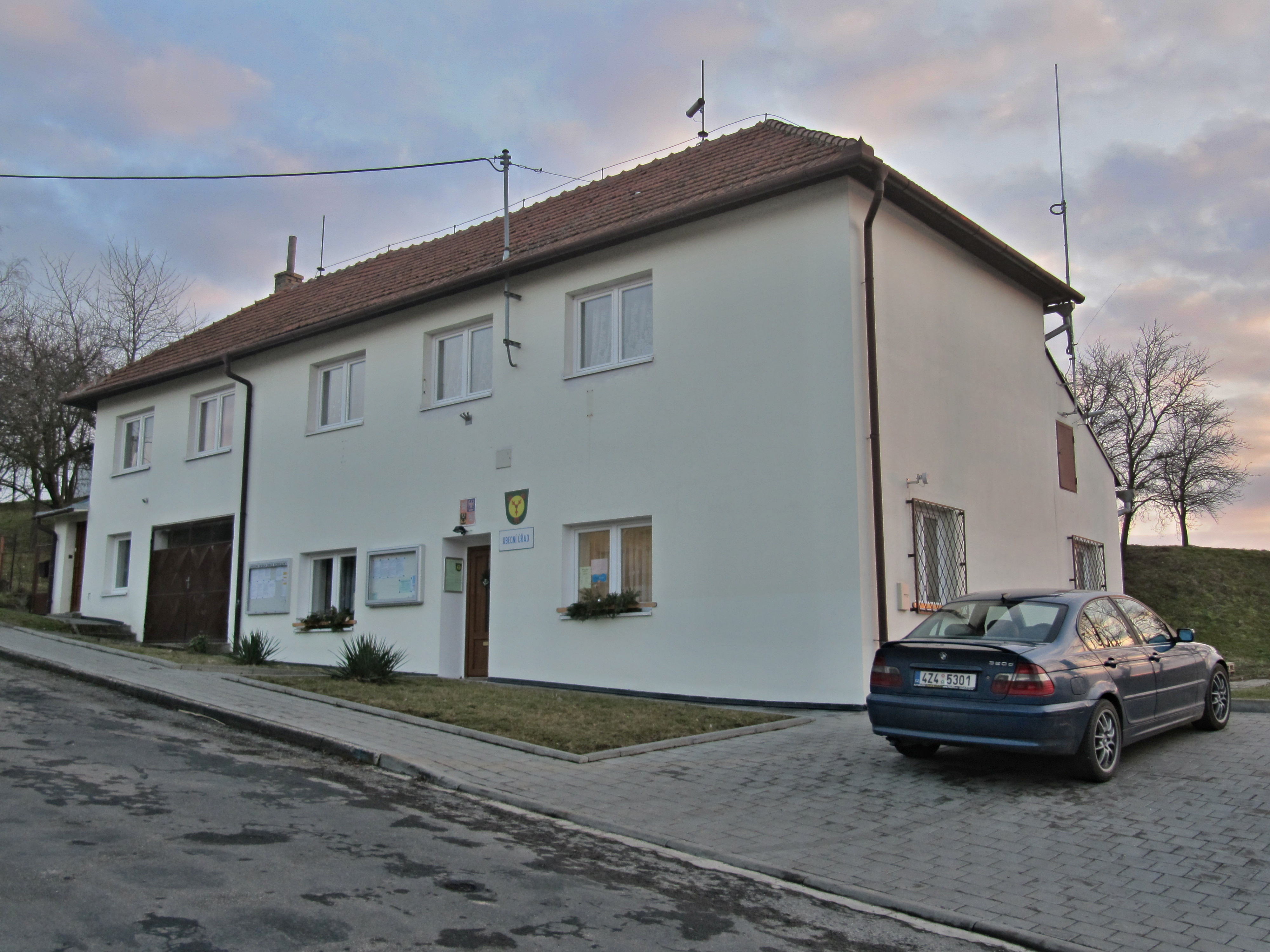
Obecní úřad

## Části obce
- Soběsuky
- Milovice
- Skržice (součástí obce je i osada Olšina s bývalým mlýnem a pilou na říčce Kotojedce)